# Rudamon
Rudamón o Usermaatra-Rudamon, faraó de la dinastia XXIII de l'antic Egipte de c. 757 - 754 aC. Era el fill més jove de Osorkon III, i el germà de Takelot III. Una de les seves filles, Irbastnubnefu, es va casar amb el príncep d'Heracleòpolis: Paieftyauembastet (Broekman).
Amb un breu regnat, de dos a tres anys, estimat pels pocs documents contemporanis coneguts d'ell, segons Kenneth Kitchen. Rudamon va preservar la unitat del gran regne del seu pare a l'Alt Egipte, des d'Heracleòpolis a Tebes, durant el seu mandat, segons les descobertes d'Olivier Perdu (RdE 53, el 2002).
Poc després de la mort de Rudamon, el seu regne es va fragmentar ràpidament en diversos estats independents sota el control de diversos dirigents de ciutats com ara Paieftyauembastet a Heracleòpolis, Nimlot a Hermòpolis, i Ini a Tebas.

## Testimonis de la seva època
- Diversos treballs decoratius realitzats al temple d'Osiris Heqadyet
- Diversos blocs de pedra de Medinet Habu
- Un gerro amb el seu títol inscrit (Museu del Louvre)
- Dos fragments d'una estatueta de ceràmica envernissada que porta el nom de Rudamon a Hermòpolis (Olivier Perdu)
- La polèmica inscripció de Uadi Gasus que s'interpreta com el 19è any del seu regnat; encara que pogués fer referència a Iuput II, possiblement (J. von Beckerath, F. Gomaà i K. Kitchen)